# Listrognathus
Listrognathus är ett släkte av steklar som beskrevs av Tschek 1871. Listrognathus ingår i familjen brokparasitsteklar.

## Dottertaxa tillListrognathus, i alfabetisk ordning[1][2]
- Listrognathus acheloma
- Listrognathus acuminatus
- Listrognathus aequabilis
- Listrognathus albomaculatus
- Listrognathus alticarinatus
- Listrognathus annulipes
- Listrognathus armatus
- Listrognathus assamensis
- Listrognathus bicolor
- Listrognathus bidentatus
- Listrognathus bifidus
- Listrognathus brevicornis
- Listrognathus compressicornis
- Listrognathus confractus
- Listrognathus coreensis
- Listrognathus ecarinatus
- Listrognathus eccopteromus
- Listrognathus femoratus
- Listrognathus firmator
- Listrognathus flavicornis
- Listrognathus flavopetiolatus
- Listrognathus furax
- Listrognathus giganteator
- Listrognathus glomeratus
- Listrognathus heinrichi
- Listrognathus helveticae
- Listrognathus hispanicus
- Listrognathus keralensis
- Listrognathus laevifrons
- Listrognathus ligator
- Listrognathus loisi
- Listrognathus mactator
- Listrognathus mengersseni
- Listrognathus mobilis
- Listrognathus multimaculatus
- Listrognathus nigrescens
- Listrognathus nigriabdominalis
- Listrognathus nubilipennis
- Listrognathus obnoxius
- Listrognathus oculatus
- Listrognathus orientalis
- Listrognathus pallidinervus
- Listrognathus paludatus
- Listrognathus philippinensis
- Listrognathus pubescens
- Listrognathus punctator
- Listrognathus rufipes
- Listrognathus rufitibialis
- Listrognathus rufus
- Listrognathus rugifrons
- Listrognathus sauteri
- Listrognathus sibiricus
- Listrognathus spinifrons
- Listrognathus tirkyi
- Listrognathus townesi
- Listrognathus transversus
- Listrognathus turkestanicus
- Listrognathus victoriensis
- Listrognathus yunnanensis